# Лопес-Пинто, Хосе
Хосе Лопес-Пинто Берисо (исп. José López-Pinto Berizo; 1876, Картахена — 1942) — испанский военачальник, генерал. Участник гражданской войны 1936—1939.

## Биография
Окончил Главную военную академию (1890). С 1896 года — первый лейтенант артиллерии, участвовал в боевых действиях в Марокко, но лишь в 1921 году был произведён в подполковники. В этот период артиллерийские офицеры, включая и Лопеса-Пинто, отказывались от повышений в чинах за военные заслуги, протестуя против того, что эти повышения в основном получали пехотинцы и кавалеристы. Эти события получили название «восстание артиллеристов» и были признаком высокой сплочённости этой группы военнослужащих.
С 1930 года — директор артиллерийского парка Картахены. В 1931 году также командовал артиллерией в Гранаде и Мурсии. С июня 1932 года — бригадный генерал, командующий артиллерией 3-го военного округа, с 1933 года — военный губернатор Картахены. С начала 1936 года — военный губернатор Кадиса.
18 июля 1936 года, в начале гражданской войны по договорённости с генералом Гонсало Кейпо де Льяно возглавил военное выступление в Кадисе, объявил военное положение, получил поддержку ряда воинских частей. Восставшие освободили из тюрьмы содержавшегося там участника заговора против республики, генерала-монархиста Хосе Энрике Варелу, который затем стал одним из наиболее известных военачальников националистов.
Генерал Лопес-Пинто остался командовать войсками на занятых восставшими территориях провинций Кадис и Малага. 9 декабря 1936 года по приказу Франсиско Франко он прибыл в Бургос, где принял командование 6-й органической дивизией, участвовавшей в наступлении на Бильбао и взятии этого города 17 июня 1937 года, а затем и в занятии Сантандера 26 августа 1937 года.
После этого Лопес-Пинто стал командующим шестым военным округом, включавшим в себя территорию восьми провинций, который получил название армейского округа Наварры (его генерал-капитаном Лопес-Пинто был и после окончания войны). Участвовал в чрезвычайном посольстве, направленном Франко в Рим по случаю интронизации Папы Римского Пия XII в 1939 году, был награждён папским орденом святого Сильвестра.
За полвека службы ни разу не находился в отставке или отпуске. Только один раз, участвуя в войне в Марокко в чине капитана и отличившись при Кудия Федерико, был вынужден покинуть строй из-за тяжёлой болезни (тифа).